# وارلي دوس سانتوس
وارلي دوس سانتوس (بالبرتغالية: Warley Silva dos Santos‏) (13 فبراير 1978 في البرازيل - ) هو لاعب كرة قدم برازيلي في مركز الهجوم. شارك مع منتخب البرازيل تحت 23 سنة لكرة القدم ومنتخب البرازيل لكرة القدم. أما مع النوادي، فقد لعب مع أتلتيكو باراناينسي وغريميو بورتو أليغرينزي ونادي أودينيزي ونادي أيه بي سي ونادي بالميراس ونادي برازيليا ونادي ساو باولو ونادي ساو كايتانو ونادي كوريتيبا وCampinense Clube ‏ ونادي تريزه ونادي مادوريرا ونادي بوتافغو لكرة القدم ونادي ريفر تيريزينا وفيلا نوفا أتليتيكو ‏ ونادي ناوتيكو.

## وصلات خارجية
- وارلي دوس سانتوس على موقع الاتحاد الدولي (مؤرشف)  (الإنجليزية)
- وارلي دوس سانتوس على موقع قاعدة بيانات كرة القدم.إي يو (الإنجليزية)
- وارلي دوس سانتوس على موقع ناشيونال فوتبول تيمز (الإنجليزية)
- وارلي دوس سانتوس على موقع Soccerway.com (الإنجليزية)